# Thursania servilis
Thursania servilis är en fjärilsart som beskrevs av William Schaus 1913. Thursania servilis ingår i släktet Thursania och familjen nattflyn. Inga underarter finns listade i Catalogue of Life.